# Macromalthinus
Macromalthinus is een geslacht van kevers uit de familie soldaatjes. Ze komen voor in Zuid-Amerika.
De wetenschappelijke naam werd in 1919 gepubliceerd door Maurice Pic, om er de soort Macromalthinus maximiceps uit Frans-Guyana in onder te brengen.
Het bleef een monotypisch geslacht tot 1981, toen Michel Brancucci van het natuurhistorisch museum in Basel (Zwitserland) drie nieuwe soorten beschreef: Macromalthinus belemensis en Macromalthinus santaremensis uit Brazilië en Macromalthinus globuliventris uit Peru. Brancucci hevelde tevens Macromalthinus brasiliensis over uit het geslacht Maronius, zodat het geslacht Macromalthinus toen vijf soorten telde.